# Cooperazione multilivello
La cooperazione multilivello è una particolare tipologia di cooperazione internazionale per lo sviluppo che prevede l'azione di attori distinti provenienti da livelli differenti al fine di raggiungere la medesima finalità.
Per livelli differenti, si intende la diversa provenienza degli attori che operano su un medesimo determinato territorio o obiettivo, siano essi singole persone o più generalmente facenti parte di una organizzazione, pubblica o privata. 
La cooperazione multilivello può essere intesa sia in senso verticale che orizzontale. Nel primo caso si intendono attori della stessa tipologia ma organizzati gerarchicamente su livelli diversi, nel secondo si intendono attori di tipologia differente.
Ad esempio, facendo riferimento a cooperazione multilivello di tipo verticale, potrebbero essere menzionate le amministrazioni pubbliche che promuovono la cooperazione allo sviluppo a partire dal livello dello Stato centrale, prevalentemente tramite il Ministero degli Esteri, fino ad arrivare al livello dei singoli comuni, che possono attivarsi ad esempio con azioni di gemellaggio con altri Comuni o entità di pari livello presenti nel territorio del Paese in via di sviluppo. 
Prendendo in considerazione la cooperazione multilivello di tipo orizzontale, si fa invece riferimento ad attori di differente tipologia, ad esempio una organizzazione privata con fini di lucro che si occupa, magari per motivi di immagine, di cooperazione allo sviluppo di un territorio insieme ad una organizzazione pubblica, o con una associazione privata; oppure organizzazioni di tipo governativo, come le amministrazioni pubbliche, che agiscono insieme ad organizzazioni non governative (ONG) al fine di raggiungere il medesimo obiettivo.